# Dario Hrebak
Dario Hrebak (Bjelovar, 11. rujna 1981.), hrvatski političar, aktualni saborski zastupnik. Trenutno obnaša dužnosti gradonačelnika Bjelovara te predsjednika Hrvatske socijalno-liberalne stranke.

## Životopis
Rođen je u Bjelovaru 11. rujna 1981. godine. 
Nakon završenog sveučilišnog studija kriminalistike na Visokoj policijskoj školi u Zagrebu zapošljava se u Ministarstvu unutarnjih poslova kao samostalni policijski inspektor, potom službenik Odjela za azil i načelnik Odjela za strance PU zagrebačke.[nedostaje izvor]
Politikom se počeo baviti 2006. kada je postao član HSLS-a, a 2007. izabran je za nacionalnog predsjednika Mladih hrvatskih liberala. Od 2012. potpredsjednik je, a od 2019. predsjednik HSLS-a. Godine 2015. izabran je u Hrvatski sabor, a 2016. postaje državni tajnik u Ministarstvu unutarnjih poslova. 2020. i 2024. godine preferencijskim glasovima ponovno je izabran za saborskog zastupnika gdje obnaša dužnost voditelja Izaslanstva Hrvatskoga sabora u Parlamentarnoj skupštini NATO-a te člana Odbora za unutarnju politiku i nacionalnu sigurnost.[nedostaje izvor]
Bio je vijećnik u mjesnom odboru, gradski vijećnik Grada Bjelovara, član i potpredsjednik Županijske skupštine Bjelovarsko-bilogorske županije. Dužnost gradonačelnika Bjelovara preuzeo je 2017. godine kada je osvojio 64,25 % glasova. Drugi mandat osvojio je već u prvom krugu izbora 2021. sa 66,86 % glasova.